# Col Mahlasela
Le col Mahlasela est un col de montagne routier au Lesotho oriental. Il est l'un des deux cols permettant de relier la ville de Butha-Buthe avec la ville diamantaire de Mokhotlong. L'autre col est le col Moteng.
Le col est fermé pendant une partie de l'hiver, ce qui rend le parcours très dangereux en cette saison.
Afri-Ski, la seule station de ski du Lesotho, se trouve dans les environs. Le col Mahlasela est le plus haut col routier d'Afrique australe.